# Straloch House

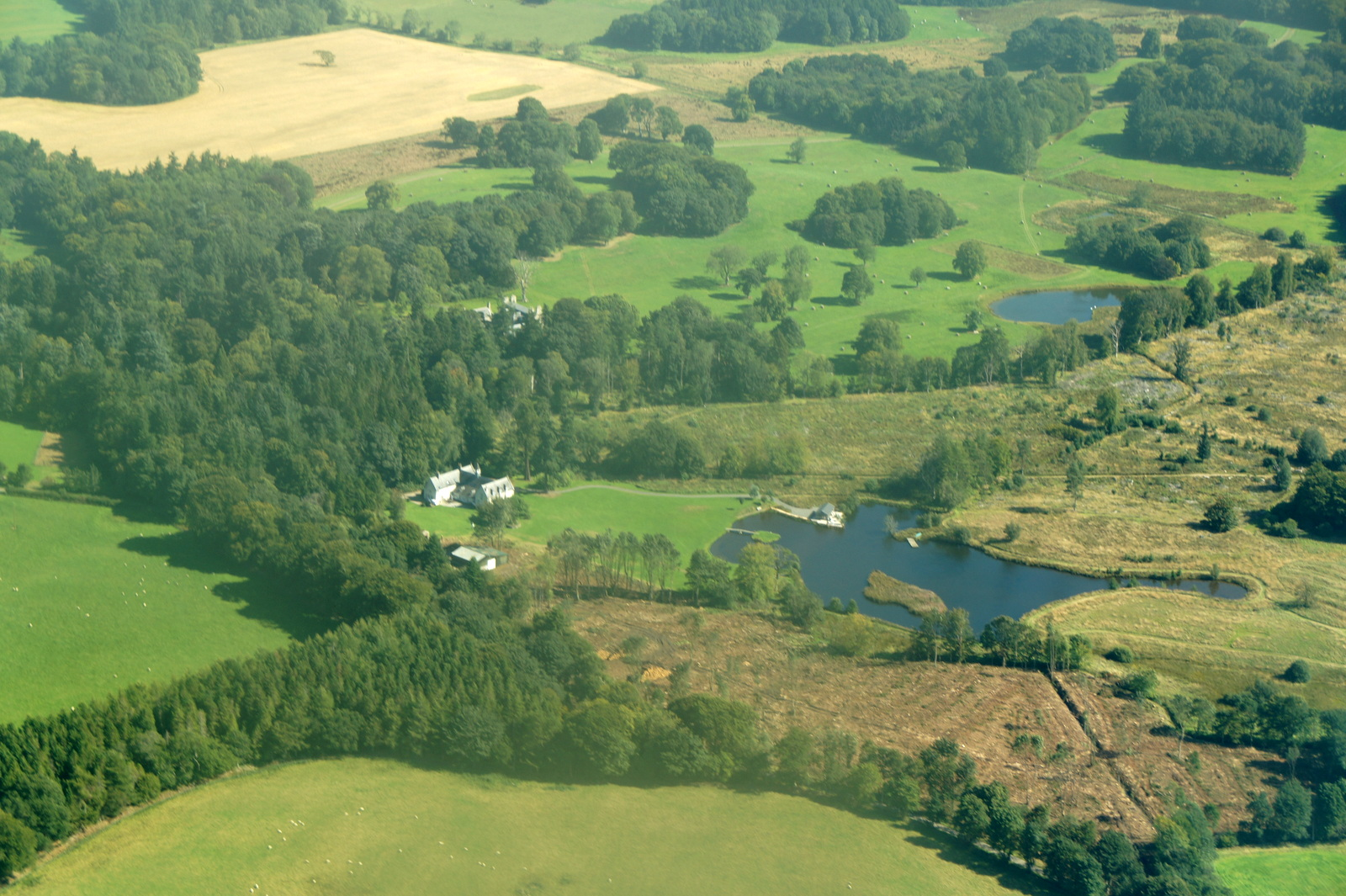
Blick über das Anwesen Straloch. Straloch House selbst steht weitgehend verdeckt hinter dem Wäldchen.

Straloch House ist ein Herrenhaus nahe der schottischen Ortschaft Newmachar in der Council Area Aberdeenshire. 1972 wurde das Bauwerk in die schottischen Denkmallisten in der höchsten Denkmalkategorie A aufgenommen.

## Beschreibung
Straloch House steht isoliert rund 2,5 km nordwestlich von Newmachar abseits der A947. Das 1780 errichtete Herrenhaus zählte erst zu den Besitztümern des Clans Gordon und ging dann an den Clan Ramsay über.
Die Fassaden des zweistöckigen, klassizistisch ausgestalteten Herrenhauses sind mit Harl verputzt. Seine südostexponierte Hauptfassade ist fünf Achsen weit. Der leicht hervortretende Mittelrisalit schließt mit einem Dreiecksgiebel. Rückwärtige gehen zu beiden Seiten Flügel ab.

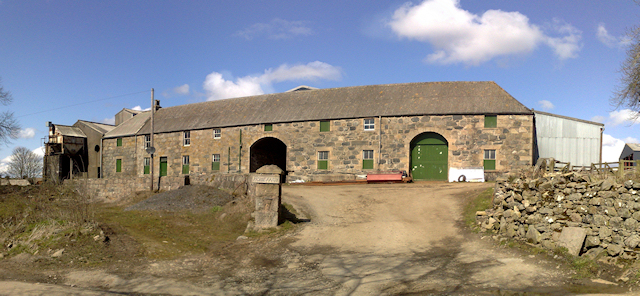
Gutshof von Straloch House

## Außenbauwerke
Nördlich des Herrenhauses befinden sich die im späten 18. Jahrhundert angelegten Gärten. Sie sind von einer 4,6 Meter hohen Bruchsteinmauer umfriedet und als Kategorie-C-Denkmal geschützt.
Der Gutshof wurde im späten 18. oder frühen 19. Jahrhundert errichtet. Das Kategorie-C-Bauwerk ist mit einem zentralen, segmentbogigen Torweg ausgestattet. Die kleinen Fenster des Obergeschosses sind direkt unterhalb der Traufen der abschließenden Walmdächer eingelassen. Bei einigen handelt es sich noch um die ursprünglichen sechs- beziehungsweise zwölfteiligen Sprossenfenster. Die modernen Anbauten sind vom Denkmalschutz ausgenommen.
Die Lodge flankiert einen Zufahrtsweg an der A947. Das kleine, einstöckige Gebäude aus dem frühen 19. Jahrhundert ist im Tudorstil ausgeführt. Das Kategorie-B-Bauwerk schließt mit einem schiefergedeckten Dach.